# Кара-Куль
Кара-Куль (кирг. Кара-Көл) — город в Джалал-Абадской области Кыргызстана. В переводе с киргизского — «Чёрное озеро» («Кара» — чёрное, «Куль» — озеро).

## География
Расположен близ впадения в реку Нарын реки Кара-Суу, на автодороге Бишкек — Ош в 396 км от Бишкека, в 78 км от железнодорожной станции Таш-Кумыр (конечный пункт ветки от Учкургана). Через город протекают притоки реки Кара-Суу — Каинды и Чон-Таш.

## История
Образован 16 июня 1962 года как посёлок гидростроителей крупнейшего в Средней Азии гидроузла Токтогульской ГЭС. В 1960-х годах имел неофициальное наименование Комсомольск-на-Нарыне.
26 октября 1962 года Президиум Верховного Совета Киргизской ССР дал ему название Кара-Куль, отнеся к посёлку городского типа. Указом Президиума Верховного Совета Кыргызской ССР от 7 января 1977 года посёлок был преобразован в город Кара-Куль областного подчинения.
Город расположен на террасах в ущелье, в окружении гор. В черте города находятся 2 искусственных озера (Пионерское и Комсомольское). На реке Каинды есть запруда «Карьер», а под перевалом Кок-Бель — Токтогульское водохранилище.
Наименование
На основании указа Президиума Верховного Совета Киргизской ССР от 07.01.1977 года № 1277-IX и постановления Президиума Верховного Совета Киргизской ССР № 1278-IX посёлок городского типа Кара-Куль был преобразован в город областного подчинения Ошской области.
В связи с образованием Таласской области на основании Указа ПВС Киргизской ССР от 3 сентября 1980 года № 614-X «О некоторых вопросах в связи с управлением Таласской и объединением Иссык-Кульской и Нарынской областей Киргизской ССР» город Кара-Куль вошел в состав Таласской области.
В связи с образованием Джалал-Абадской области на основании Закона "О совершенствовании областного деления Киргизской ССР от 14.12.1990 года город Кара-Куль вошел в состав вновь образованной Джалал-Абадской области.
С июня 2002 года на основании Постановления Законодательного Собрания Жогорку Кенеша № 830-II от 28.06.2002 года и Постановления Правительства Кыргызской Республики № 711 от 22.10.2003 года название города пишется как Каракуль.
В июне 2008 года снова переименован в Кара-Куль согласно постановлению Жогорку Кенеша Кыргызстана о восстановлении написания населённых пунктов страны через дефис.

## Население
| 1959 | 1970    | 1979    | 1989    | 1999    | 2009    |
| ---- | ------- | ------- | ------- | ------- | ------- |
| 2978 | ↗12 033 | ↗17 100 | ↗22 225 | ↘17 977 | ↗18 843 |

По данным переписи населения Кыргызстана 2009 года, численность населения города составила 22 502 человека, в том числе киргизы — 21 217 человек или 94,3 %, русские — 771 человек или 3,4 %, узбеки — 143 человека или 0,7 %, татары — 141 человек или 0,7 %. На 1 января 2017 года численность населения составляла 21 300 человек. По состоянию на 2024 год численность населения составила 27 823 человек

## Звание - Почетный гражданин г.Кара-Куль
Альгимантас Видугирис  - советский и киргизский кинодраматург, кинорежиссёр и кинооператор, публицист, учёный, академик.

## Экономика
В непосредственной близости от Кара-Куля, на другой стороне горного хребта, расположена плотина Токтогульской ГЭС.
В городе находятся такие промышленные предприятия, как Каскад Токтогульских ГЭС и Камбаратинские ГЭС. В городе имеются 6 средних школ, 1 начальная школа, 4 детских сада, филиал Кыргызского Технического Университета, профессиональный лицей и колледж.
После распада Советского Союза и практически полного прекращения работ по строительству гидроэлектростанций на реке Нарын, часть предприятий Кара-Куля прекратила существование, часть из них была перепрофилирована.
Из-за отсутствия работы в 1990-х годах XX-го века многие жители уехали из Кара-Куля. На данный момент наиболее успешными предприятиями города остаются компании Каскад Токтогульских ГЭС и Камбаратинские ГЭС, эксплуатирующие гидроэлектростанции на реке Нарын.
В весьма плачевном состоянии находятся такие прославленные в прошлом компании, как Нарынгидроэнергострой, Завод «Достук», НарынСГЭМ, ГидроСпецСтрой, Гидромонтаж, ЭСАМ.